# Luboš Fišer
Luboš Fišer (* 30. September 1935 in Prag; † 22. Juni 1999 ebenda) war ein tschechischer Komponist und Filmkomponist.

## Leben und Wirken
Geboren 1935 in der tschechischen Hauptstadt, absolvierte Luboš Fišer 1960 seine Studien in Prag am Konservatorium und der Akademie der Künste und der Musik, unter anderem bei Emil Hlobil. Als Komponist von mehr als 300 Filmmusiken ist er weltweit erfolgreich. Mit seinem Werk 15 Blätter nach der Apokalypse von Albrecht Dürer aus dem Jahr 1965 wurde er 1967 in Paris mit dem UNESCO-Preis ausgezeichnet. Mit der Filmmusik zu Bludiste moci gewann er 1979 den Premio Italia Preis, mit der Filmmusik zu Zlati uhori gewann er 1980 den Prix Italia sowie 1995 für die Filmmusik zu Golet v udoli den Tschechischen Löwen.
In seinen Werken erscheinen Techniken der Avantgarde (graphische Notation und Aleatorik). Seine Originalität besteht in seiner sehr persönlichen Weise, die Themen seiner Werke mit speziellen Wiederholungs- und Abänderungstechniken zu behandeln. Zuletzt kehrte er wieder zu einer präzisen Notation zurück, die zu seinem verfeinerten, prägnanten, intensitäts- und kontrastreichen Stil passt. Als umweltbetroffener Künstler platziert er durchaus auch Warnungen in seiner Musik.

## Werke

### Werke für Orchester
- 1965 15 Blätter nach der Apokalypse von Albrecht Dürer
- 1969 Double for orchestra
- 1971 Lament for Chamber Orchestra
- 1974 Concerto for Galileo Galilei for strings
- 1977 Labyrinth for Orchestra
- 1978 Serenaden für Salzburg für Kammerorchester
- 1979 Concerto for piano and orchestra
- 1979 Albert Einstein – a portrait for organ and orchestra
- 1980 Concerto da camera für Klavier und Orchester
- 1980 Concerto per due pianoforti ed orchestra
- 1980 Meridian für Orchester
- 1980 Romance for violin and orchestra
- 1983 Centaures for large Orchestra
- 1983 Concerto for two pianos and orchestra
- 1994 Sonata per Leonardo per chitarra sola ed orchestra d'archi
- 1995 Pastorale per Giuseppe Tartini per chitarra sola ed orchestra d'archi
- 1998 Concerto for violin and orchestra
- 1998 Sonata für Orchester
- 1981 Sonate pour choeur mixte, piano et orchestre

### Werke für Blasorchester
- 1970 Concerto da camera für Klavier und Blasorchester
- 1971 Report für Symphonisches Blasorchester

### Chormusik
- 1966 Caprichos for chamber and mixed choir
- 1968 Requiem for sopran, baryton, two mixed choirs and orchestra
- 1969 Christmas Carols for solists, mixed choir and orchestra
- 1970 Lament Over the Destruction of the Town of Ur for soprano and baritone solo, three narrators, children, mixed and recitation choirs, kettledrums and bells
- 1975 Songs for the Blind King John of Luxemburg
- 1977 Ave imperator, morituri te salutant for violoncello solo, male choir, four trombones and percussion
- 1977 The Rose for mixed choir
- 1979 Per Vittoria Colonna for mixed choir and solo violoncello to texts by Michelangelo Buonarotti
- 1980 My Love Fragments for tenor and piano to texts of Vladimir Sefl
- 1981 The Sign for soloists, choir and orchestra to words by Otakar Brezina
- 1982 Shrovetide for children choir and piano to texts of Moravian folk poetry
- 1985 Forgotten Songs for mezzosoprano, alto flute, viola and piano to text of Gypsies’ poetry
- 1987 Oh cara, addio Aria for soprano and string quartet
- 1988 Farewell, My Love for soprano, piano and string quartet

### Bühnenwerke
- 1959-1960 Lancelot Kammeroper
- 1980 Istanu for reciter, alto flute and four players on percussion instruments
- 1982 Address to Music for reciter and string quartet to text by Jiri Pilka
- 1983-1985 Věčný - Faust Fernsehoper

### Kammermusik
- 1961 Hands for violin and piano
- 1970 Crux pour violon, timbales et cloches
- 1975 Sonata per violoncello solo
- 1981 Sonata for violin solo "In Memoriam Theresienstadt"
- 1991 Sonata for viola solo and string quartet

### Werke für Orgel
- 1964 The Relief for organ solo
- 1996 Dialog für Trompete und Orgel

### Werke für Klavier
- 1955 Sonata for piano No. 1
- 1960 Sonata for piano No. 3
- 1962-1964 Sonata for piano No. 4
- 1974 Sonata for piano No. 5
- 1978 Sonata for piano No. 6 "Fras"
- 1987 Sonata for piano No. 7
- 1993 Dreams and Waltzes for piano
- 1996 Sonata for piano No. 8

### Filmmusiken
- 1967: Wie wird man die Helene los? (Jak se zbavit Helenky)
- 1968: Der Maulwurf und das Radio (Krtek a tranzistor)[7]
- 1970: Auf dem Kometen (Na kometě)
- 1970: Valerie – Eine Woche voller Wunder (Valerie a týden divů)[8]
- 1970: Lucie und die Wunder (Lucie a zazraky)
- 1970: Der Mörder auf den Schienen (Na kolejích ceká vrah)
- 1971: Das Geheimnis der Berenka (My tri a pes z petipsy)
- 1971: Osterurlaub (Velikonocní dovolená)
- 1971: Der Strohhut (Slaměný klobouk)
- 1971: … und ich grüße die Schwalben (… a pozdravuji vlastovky)
- 1971: Eine standesgemäße Ehe (Petrolejové lampy)
- 1972: Morgiana
- 1972: Zwei Dinge fürs Leben (Dve veci pro zivot)
- 1973: Das Gefolge der schwarzen Feder (Družina černého pera)
- 1974: Indizien gegen alle (Zla noc)
- 1974: Menschen der Metro (Lide z metra)
- 1974: Das Schicksal heißt Kamila (Osud jmenem kamila)
- 1975: Der Tag, der die Welt veränderte (Sarajevský atentát)
- 1975–1983: Rübezahl (DEFA-Trickfilmstudio, mehrere Filme)
- 1976: Guten Tag, Stadt (Dobry den, mesto)
- 1976: Die Insel der Silberreiher (Ostrov stříbrných volavek)
- 1977: Adele hat noch nicht zu Abend gegessen (Adéla ještě nevečeřela)
- 1977: Merkwürdiger Ausflug (Podivný výlet)
- 1977: Patience – Ein Kartenspiel bei Nacht (Pasians)
- 1978: Das Geheimnis der stählernen Stadt (Tajemství Ocelového města)
- 1978: Unter dem Dachsfelsen (Pod Jezevčí skálou)
- 1979: Liebe zwischen Regentropfen (Lásky mezi kapkami deště)
- 1979: Bludiste moci
- 1979: Die Märchenbraut (Arabela)
- 1980: Die Zuckerbaude (Cukrová bouda)
- 1980: Zlati uhori
- 1981: Achtung, Visite! (Pozor, vizita!)
- 1981: Das Geheimnis der Burg in den Karpaten (Tajemstvi hradu v karpatech)
- 1981: Ein Klecks ins Märchen (Kanka do pohádky)
- 1981: Das Schäfchenzählen (Pocítání ovecek)
- 1981: Schlangengift (Hadí jed)
- 1982: Franzi, oh Franzi! (Fandy, ó Fandy)
- 1983: Die kleine Krankenschwester (Sestřičky)
- 1985: Das Regenbogenkügelchen (Duhová kulicka)
- 1986: Der Tod der schönen Rehe (Smrt krásných srnců)
- 1991: Das Labyrinth
- 1991: Der Ochse (Oxen)
- 1993: HeLiMaDoE
- 1995: Golet v údolí
- 1997: Die Perlenjungfrau (O perlove panne)